# Тырновский патриархат
Тырновский патриархат (болг. Търновска патриаршия) — автокефальная поместная православная церковь в 1235—1393 году.

## История
В этот период болгарский народ находился под византийским контролем почти два века. Болгарская православная церковь возглавлялась Константинопольской церковью. Первый тырновский архиепископ Василий не был признан константинопольским патриархом. Резиденцией предстоятеля Болгарской православной церкви стала столица Тырнов. Вторая Болгарская патриархия просуществовала 158 лет. С падением Второго Болгарского царства Тырновская кафедра вскоре была подчинена ведению Константинопольской патриархии на правах митрополии. Тырновский патриархат был разделен на 14 епархий и 4 епископский (Белградская, Велбъждская, Нишкая, Бранишевская).

## Патриархи
- Василий I
- Иоаким I
- Виссарион
- Василий II
- Василий III
- Йоахим II Болгарский
- Игнатий
- Иоахим
- Макарий III Болгарский
- Дорофей
- Роман
- Феодосий I
- Йоанкий
- Симеон II
- Феодосий II
- Иоаким I
- Евфимий